# 10-та танкова дивізія СС «Фрундсберг»
10-та танкова дивізія СС «Фрундсберг» — німецька танкова дивізія у складі військ Ваффен-СС, що брала участь у бойових діях на Східному та Західному фронтах під час Другої світової війни.

## Історія з'єднання

### Формування
10 грудня 1942 року Адольф Гітлер віддав наказ про формування 10-ї танково-гренадерської дивізії СС. Формування почалося в Шаренте у Франції 15 лютого 1943, відповідальним за створення дивізії було призначено штандартенфюрер СС Міхель Ліпперт. Укомплектована в основному призовниками, багато з яких були членами Імперської служби праці. 15 лютого 1943 року командир дивізії став групенфюрер СС Лотар Дебес.
15 березня 1943 Адольф Гітлер присвоїв 10-ї дивізії СС найменування «Карл Великий». 3 жовтня дивізія реорганізована в танкову дивізію з присвоєнням їй нового почесного найменування «Фрундсберг» на честь Георга фон Фрундсберг, лідера німецьких ландскнехтів XVI століття, який допоміг Карлу V, серед іншого, здобути перемогу в битві при Павії.
Аналогічно назвам інших дивізій СС, наприклад, 9-ї танкової дивізії СС «Хоенштауфен» або 7-ї добровольчої гірської дивізії СС «Принц Ойген», ім'я Фрундсберг повинно було нагадувати про видатні події чи постаті з німецької історії. 15 листопада 1943 року командир дивізії призначений групенфюрер СС Карл фон Тройенфельд. Станом на 5 березня 1944 дивізія нараховувала 18465 чоловік особового складу — 483 офіцера, 2666 унтер-офіцерів і 15316 солдатів.

### 1944
У січні 1944 10-та танкова дивізія СС «Фрундсберг» разом з 9-ї танкової дивізії СС «Хоенштауфен» увійшла до складу 2-го танкового корпусу СС під командуванням оберстгрупенфюрер Пауля Хауссер. У червні спрямована на Схід, де воювала під Тернопілем і в Кам'янець-Подільському котлі (операція з деблокування 1-ї танкової армії). У травні 1944 після важких втрат переведена в Нормандії, де вступила в бій з військами союзників.

### Дивізія в Арнемі
Після важких втрат, понесених дивізією в боях в Нормандії (втратила всі танки і артилерію), вона була переформована в бойову групу в складі 4 піхотних батальйонів. У вересні 1944 переведена для поповнення в Голландію. Вона знаходилася там разом з 9-ї танкової дивізії СС «Хоенштауфен», коли британці розпочали у вересні 1944 року свою операцію «Маркет-Гарден». Обидві дивізії СС були додані 1-ій парашутній армії, яка повинна була запобігти форсуванню Рейну союзними військами. Об'єднаній групі військ вдалося оточити та знищити британські та польські десантні війська, що висадилися в районі Арнему.

### 1945

#### Лютий
У лютому 1945 дивізія була переведена на Східний фронт і додана групі армій «Вісла».

#### Березень
Станом на 25 березня 1945 року в дивізії значилося 15067 осіб, у тому числі 369 офіцерів, 2670 унтер-офіцерів і 12028 солдатів.

#### Квітень
27 квітня командиром дивізії призначений оберштурмбанфюрер СС Франц Рестель.

#### Травень
8 травня 1945 в штаб-квартирі дивізії Рестель повідомив офіцерам про капітуляцію Німеччини, після цього солдати були звільнені від присяги, а з'єднання розпущені. Велика частина дивізії потрапила в радянський полон в районі Теплиць-Шенау (сучасна Тепліце).

## Командири дивізії
- СС-Штандартенфюрер Міхаель Ліпперт (1 лютого — 15 лютого 1943)
- СС-Группенфюрер та генерал-лейтенант Ваффен-СС Лотар Дебес (15 лютого — 15 листопада 1943)
- СС-Группенфюрер та генерал-лейтенант Ваффен-СС Карл фон Фішер-Троєнфельд (15 листопада 1943 — 27 квітня 1944)
- СС-Бригадефюрер та генерал-майор Ваффен-СС Гайнц Гармель (27 квітня 1944 — 28 квітня 1945)
- СС-Оберштурмбаннфюрер Франц Рестель (28 квітня — 8 травня 1945)

## Склад дивізії
- 10-й танковий полк СС
- 21-й панцергренадерський полк СС
- 22-й панцергренадерський полк СС
- 10-й самохідний артилерійський полк СС
- 10-й самохідний розвідувальний батальйон СС
- 10-й батальйон штурмових гармат СС
- 10-й протитанковий батальйон СС
- 10-й зенітний батальйон СС
- 10-й саперний батальйон СС
- 10-й самохідний батальйон зв'язку СС
- 10-й самохідний ремонтний батальйон СС
- 10-й санітарний батальйон СС
- 10-й батальйон постачання СС

## Капелани дивізії
- о. Олександр Маркевич (далі служив у 14-й гренадерській дивізії Вафен СС «Галичина»)[1]

## Райони бойових дій
- Франція (січень 1943 — березень 1944);
- Східний фронт (південний напрямок) (березень — квітень 1944);
- Польща (квітень — червень 1944);
- Франція (червень — вересень 1944);
- Бельгія та Нідерланди (вересень — жовтень 1944);
- Західна Німеччина (жовтень 1944 — лютий 1945);
- Північно-Східна Німеччина (лютий — березень 1945);
- Східна Німеччина та Чехословаччина (березень — травень 1945).

## НагородженіЛицарським хрестом Залізного хреста
За час існування дивізії 14 осіб її особового складу були нагороджені Лицарським хрестом Залізного хреста.

### Лицарський хрест Залізного хреста (13)
- Отто Печ — Оберштурмбаннфюрер СС, командир 10-го танкового полку СС (23 серпня 1944)
- Ганс Райтер — Унтерштурмфюрер СС, командир штабної роти 21-го панцергренадерського полку СС (23 серпня 1944)
- Карл Кек — Гауптштурмфюрер СС, командир 15-ї роти 21-го панцергренадерського полку СС (23 серпня 1944)
- Карл Бастіан — Гауптштурмфюрер СС, командир 2-го батальйону 21-го панцергренадерського полку СС (23 серпня 1944)
- Еріх Рех — Обершарфюрер СС, командир взводу 2-ї роти 10-го самохідного Розвідувального батальйону СС (23 серпня 1944)
- Карл Гайнц Ойлінг — Штурмбаннфюрер СС, командир 4-го Батальйону 22-го Панцергренадерського Полку СС (15 жовтня 1944)
- Лео Германн Райнхольд — Гауптштурмфюрер СС, командир 2-го Батальйону 10-го Танкового Полку СС (16 жовтня 1944)
- Ервін Бахманн — Оберштурмфюрер СС, ад'ютант 1-го Батальйону 10-го Танкового Полку СС (10 лютого 1945)
- Франц Рідель — Оберштурмфюрер СС, командир 7-ї роти 10-го Танкового Полку СС (28 березня 1945)
- Франц Шерцер — Оберштурмфюрер СС, командир 1-го Батальйону 10-го Танкового Полку СС (28 березня 1945)
- Ернст-Йоганн Теч — Штурмбаннфюрер СС, командир 1-го Батальйону 10-го Танкового Полку СС (28 березня 1945)
- Ервін Франц Рьостель — Оберштурмбаннфюрер СС, командир 10-го Протитанкового Батальйону СС (3 травня 1945)
- Фрідріх-Вільгельм Ріхтер — Штурмбаннфюрер СС, командир 3-го Батальйону 21-го Панцергренадерського Полку СС (11 травня 1945)

### Лицарський хрест Залізного хреста з Дубовим листям (1)
- Отто Печ — Оберштурмбаннфюрер СС, командир 10-го танкового полку СС (5 квітня 1945)

### Лицарський хрест Залізного хреста з Дубовим листям і Мечами (1)
- Гайнц Гармель — Бригадефюрер СС та Генерал-майор Ваффен-СС, командир 10-ї Танкової Дивізії СС «Фрунсберг» (15 грудня 1944)